# Piąty wymiar
Piąty wymiar (ang. Triangle) – australijsko-brytyjski horror z 2009 roku w reżyserii Christophera Smitha.

## Opis fabuły
Jess (Melissa George) wraz z grupą przyjaciół postanawia wybrać się w rejs jachtem. Kiedy jednak znajduje się na jego pokładzie, od samego początku prześladuje ją poczucie zagrożenia. Początkowo rejs przebiega zgodnie z planem. Nagły, gwałtowny sztorm wywraca i niszczy jacht. Gdy sztorm mija spostrzegają przepływający obok statek pasażerski i wchodzą na jego pokład. Wszyscy są zaskoczeni, bo wydaje się opustoszały.
Jess odnosi wrażenie, że była już na tym statku wcześniej. Nieruchome wskazówki zegara pokładowego to tylko zapowiedź tego, co wkrótce czeka całą grupę. Pechowi żeglarze przekonują się, że spokój panujący na statku to cisza przed burzą, zapowiadająca atak siły, która nie spocznie, póki nie wyeliminuje nieproszonych gości. Walcząc desperacko o przetrwanie Jess odkrywa, że to właśnie ona posiada klucz do rozwiązania zagadki statku widmo.

## Obsada
- Melissa George jako Jess
- Joshua McIvor jako Tommy
- Liam Hemsworth jako Victor
- Rachael Carpani jako Sally
- Emma Lung jako Heather
- Michael Dorman jako Greg
- Henry Nixon jako Downey